# Conchita Wurst auf der Mondsichel

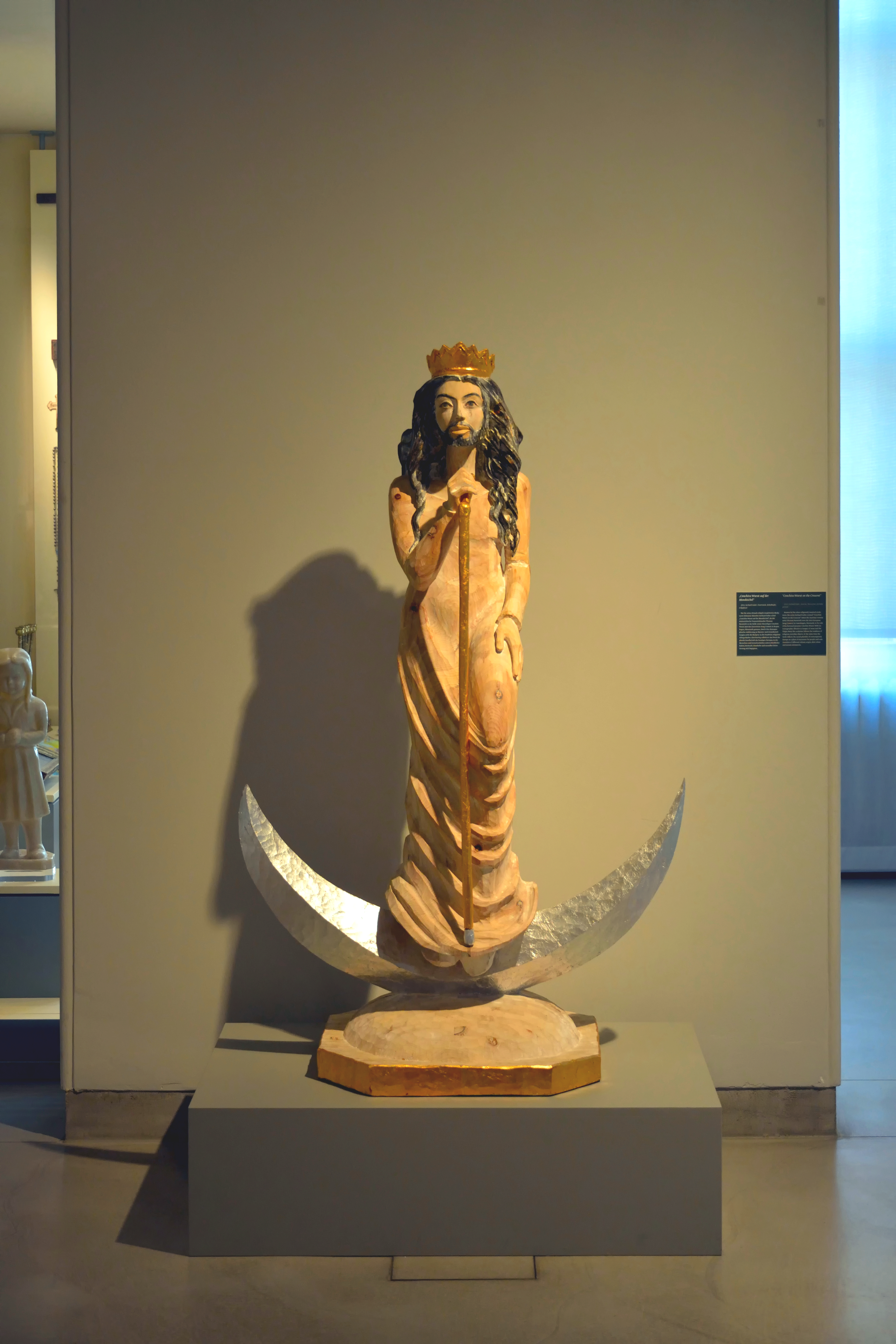
Skulptur „Conchita Wurst auf der Mondsichel“ von Gerhard Goder. Im Museum Europäischer Kulturen (MEK).

Conchita Wurst auf der Mondsichel ist ein Kunstwerk des in Berlin lebenden österreichischen Künstlers Gerhard Goder, geboren 1956 in Salzburg, aus dem Jahr 2014. Es handelt sich um eine fast lebensgroße Holzskulptur der Kunstfigur Conchita Wurst des Travestiekünstlers Thomas Neuwirth. Angelehnt ist die Skulptur an die traditionelle Form einer katholischen Heiligendarstellung, die an die bekrönte Heilige Kümmernis Wilgefortis erinnert. Das Werk ist Bestandteil der Sammlung des Berliner Museums Europäischer Kulturen (MEK). Im Juni 2021 wurde die Skulptur an das Frankfurter Bibelmuseum ausgeliehen.

## Entstehungsgeschichte und Hintergrund
Erworben und zuerst gezeigt wurde die Figur vom Museum Europäischer Kulturen anlässlich des Berliner Christopher Street Days im Juni 2015. Gerhard Goder ließ sich für seine Arbeit von Thomas Neuwirths unerwartetem Sieg beim Eurovision Song Contest 2014 in Kopenhagen inspirieren. Vorbild der Skulptur ist die fiktive Heilige Wilgefortis. Ihre Legende erzählt von einer jungen Frau, deren heidnischer Vater sie gegen ihren Willen verheiraten wollte. Die Gebete der bekehrten Christin, dem zu entgehen, wurden erhört. Gott ließ ihr einen Bart wachsen, was die Zwangsehe verhinderte, ihr aber den Kreuzigungstod brachte. Auch die Kunstfigur Conchita Wurst trägt einen Bart.

## Beschreibung und Deutung
Die aus dem Holz der Zirbelkiefer geschnitzte Figur ist teilweise farblich behandelt, die einzelnen Teile sind stabverleimt. Die Maße betragen 157 × 100 × 60 cm.
Dargestellt ist Conchita Wurst mit lebensnah wiedergegebener Haartracht und Vollbart im Stil alpenländischer Schnitzkunst. Das Haupt ist entsprechend der Ikonografie der traditionellen Marienbildnisse golden gekrönt. Wurst macht auf einer silbernen Mondsichel einen Ausfallschritt und greift mit der rechten Hand ein Mikrofon auf einem goldenen Stativ. Die Skulptur stellt also eine Szene aus dem erfolgreichen Eurovision Song Contest nach. Der Blick ist nach vorn zum Publikum gerichtet, der Mund allerdings geschlossen. Gerhard Goder verleiht seiner Conchita Wurst auf der Mondsichel die Physiognomie einer bestimmten Darstellungsart des Jesusmotivs im Stil der Nazarener. Dieser Bildtyp des Jesus ist in der Form eines Gnadenbildes ausgeführt. Die Mondsichel als Basis der Figur bedient sich hingegen der Ikonografie der mittelalterlichen Mondsichelmadonna. Das Pendant der Mondsichel, die Sonne, ist für den Bildhauer das Publikum, das Conchita Wurst anstrahlt.
Das Ganze ruht auf einem achteckigen Sockel. Mit dieser Arbeit nimmt der Künstler Thomas Neuwirths Konzept für die Kunstfigur Conchita Wurst, die sich hauptsächlich mit der androgynen Gleichzeitigkeit und -berechtigung der Geschlechter befasst, auf. Gerhard Goder bezeichnet die Skulptur als Zeitdokument für die aktuelle Diskussion über die Genderproblematik. Die Mondsichel definiert er als Welt. Thomas Neuwirths Aussage, dass Conchita Wurst eine schöne Frau und ein schöner Mann in einer Person sei, ist die Grundlage der Skulptur.

## Rezeption
- Jan Feddersen hält die Skulptur für „…eine sehr sachliche Skizze dessen, was das Kunstwerk vom Material her ist – und in welchen handwerklichen Kontext es zu stellen ist. Tatsächlich – nach meiner Beobachtung – ist es das erste Exponat, das aus dem ESC-Zusammenhang stammt und im Hochkulturellen angesiedelt ist.“[4]
- In der Berliner Boulevardzeitung B.Z. vom 2. Juli 2015 schreibt der stellvertretende Ressortchef Michael Zöllner, nachdem er die Pressemitteilung des Museums Europäischer Kulturen ausgiebig zitiert, abschließend: „Bleibt noch eine Frage: Ist das Kunst oder ist das Wurst?“[5]
- Nantke Garrelts vom Berliner Tagesspiegel meint: „Goder hat seine Statue aber durchaus nicht nur aus einem Hype heraus geschaffen, sie ist als Zeitdokument gedacht“, und zitiert den Künstler mit den Worten: „In 20, 30 Jahren wird man es sich anschauen und sich fragen: Wieso war damals so eine Aufregung?“[6]